# Puig de Miralles (Vidrà)
El Puig de Miralles és una muntanya de 1.435 metres que es troba entre els municipis de la Vall d'en Bas, a la comarca de la Garrotxa, i de Vidrà, a la comarca d'Osona.